# Caroline Gotch
Caroline Burland Gotch, de soltera Yates, (Liverpool, 9 de mayo de 1854-14 de diciembre de 1945) fue una artista británica y parte de la Escuela Newlyn.

## Biografía
Gotch nació en Liverpool. Era la pequeña de las tres hijas de Edward Yates, un rico propietario local. Estudió en la Heatherley School of Fine Art en 1878 y luego en la Slade School of Fine Art de Londres antes de matricularse en la Academia Julian de París durante 1880. Mientras estaba en el Slade conoció a Thomas Cooper Gotch y la pareja se casó en agosto de 1881 en la iglesia de San Pedro en Newlyn. Regresaron a Francia, donde nació su hija, Phyllis Maureen, en septiembre de 1882. A pesar de los prolongados períodos de mala salud después del parto, Gotch y su esposo viajaron mucho, incluido un viaje a Australia en 1883. Vivieron en Londres entre 1884 y 1887 antes de establecerse en Newlyn, donde finalmente construyeron una casa familiar, Wheal Betsy. En Newlyn, la pareja fundó el St Ives Art Club y promocionaron varios grupos de artistas que se establecían en el área.
Caroline Gotch expuso con frecuencia en la Royal Academy of Arts entre 1887 y 1895 y en la Royal Society of British Artists durante la década de 1880. Se presentó en el Salón de París en 1897 y 1898, donde recibió medallas de segundo y tercer lugar. Expuso también en la Royal Hibernian Academy en 1879, en el New English Art Club en 1888, en la Society of Women Artists en 1879 y 1893 y también en el Royal Glasgow Institute of the Fine Arts entre 1886 y 1894. Tanto en 1895 como en 1896 expuso piezas en el Palacio de Cristal de Múnich. También expuso en galerías comerciales, como la Grosvenor Gallery, la Goupil & Cie. y la Fine Art Society. A pesar de su historial de exposiciones, muy pocos ejemplos del trabajo de Gotch sobreviven, pero las fotografías muestran composiciones sofisticadas, a menudo con mujeres y niños en entornos domésticos.